# Robledillo de la Jara
Robledillo de la Jara é um município da Espanha na província e comunidade autónoma de Madrid, de área 20,35 km² com população de 145 habitantes (2007) e densidade populacional de 5,03 hab/km².

## Demografia
| Variação demográfica do município entre 1991 e 2004 | Variação demográfica do município entre 1991 e 2004 | Variação demográfica do município entre 1991 e 2004 | Variação demográfica do município entre 1991 e 2004 |
| --------------------------------------------------- | --------------------------------------------------- | --------------------------------------------------- | --------------------------------------------------- |
| 1991                                                | 1996                                                | 2001                                                | 2004                                                |
| 58                                                  | 84                                                  | 93                                                  | 103                                                 |